# Brady Barr
Brady Robert Barr (* 4. Januar 1963 in Texas) ist ein US-amerikanischer Herpetologe und Dokumentarfilmer. 
Er arbeitet seit 1997 mit National Geographic zusammen und ist in den Vereinigten Staaten aus den Serien Reptile Wild, Dangerous Encounters und Croc Chronicles bekannt.
Barr ist eigenen Angaben zufolge der erste Wissenschaftler, der alle 23 existierenden Krokodilarten gefangen und erforscht hat.
In Deutschland wurden verschiedene Dokumentationen mit Barr durch den Nachrichtensender N24 ausgestrahlt.